# 姉弟ほど近く遠いものはない
『姉弟ほど近く遠いものはない』（あねおとうとほどちかくてとおいものはない）は、原作：小木初見、作画：冬島暮、出版：小学館による日本の漫画。
主な特徴として、当初全てのキャラに固有名はなく、あくまで「姉」「弟」といった立場や通称を名前のように呼んでいる点と作中のほとんどのキャラが何かしら異常性を秘めている点。呼称については、2巻途中から開示（設定）されていっているが、大抵はそれまでと同様である。

## あらすじ
容姿端麗・成績優秀の姉は弟を超のつくほど溺愛していたが、弟はそんな姉の将来を心配し、冷徹に接していた。
しかし、次第に様々な出来事によって周囲の狂気じみた内面が明らかになっていく。また、冷徹に接していた弟も、姉と親しく接する男子生徒が現れたことでそのリアクションに若干の変化を見せるようになっていく。
これは、弟を愛する姉と、そんな姉を突き放しつつも時折甘やかす弟、そしてそんな2人と周囲によるヤンデレだらけの物語である。

## 登場人物
名称欄には本名ではなく人物紹介に書かれている通りの呼称を記載する。本文でも基本的に同様に記載する。
担当声優は公式サイトで公開されているモーションコミックでのキャスト。
姉
声 - 井上麻里奈
物語の主人公。本名は茅野姫 姉葉（かやのひめ あねは）。
公立閑蘭学園三年生にして生徒会長。他の生徒からは「姉さん」と呼ばれている。容姿端麗・成績優秀で生徒や教師からの支持が厚いが、弟を溺愛し、家ではもちろん学園でも時間があれば弟に抱きつくほどで、無理矢理しようとはしないが既成事実も厭わない。一般生徒の前では普通に振る舞っていたが、文化祭のカップルコンテストでその狂気的愛情を惜しげもなく披露した。ただし、普段は押しっぱなしなので押されると弱い。弟との時間を邪魔する者はもちろん、弟に近づく物は例え家族やクラスメイトですら排除しようとするなど猟奇じみた一面を見せる。下手をすると、肝心の弟にまで怒りの矛先が向かう場合も。趣味は弟の私物収集。
両親が転勤で妹を連れて引っ越しする際に弟と共に家に残り、弟と二人暮らししているが、家事が全くダメで、弟に面倒を見てもらっている。耳掃除すら自分でできない。両親の弱みも握っているらしく「影の家長」として両親に無茶な要求をする事も。
昔は周囲の期待を一身に背負っていい子であり続ける自分に対し、自堕落な生活を送る弟を非常に嫌っていた。ある時、ふとしたきっかけで周囲のプレッシャーから溜まっていた鬱憤を爆発させて弟に八つ当たりじみた暴言を吐いてしまうも、その際の弟のリアクションから両親や周囲よりも自身の努力をしっかり視て認めてくれていた事を知り、以来「初恋の相手」として接している。なお、「実は血はつながってない」などの裏道はないとのこと。
嫌っている段階でも文句を言いながら耳かきを頼んだり、怪しい男子生徒の力で幼児退行した時は非常に甘えん坊だったりと、根っこは元々ブラコンだった模様。
好物は弟の作った親子丼。むしろ弟の作る料理全般。その為、外食を酷く嫌う。なお、本名にあるカヤノヒメとは伊邪那美・伊邪那岐の兄妹（の近親婚）から生まれた神の一人である。
弟
声 - 小野友樹
もう一人の主人公。本名は茅野姫 弟月（かやのひめ おとづき）。
公立閑蘭学園二年生。姉からはストレートに「弟（おとうと）」と呼ばれている。それほど長所もなくごくごく普通の学園生活を送っており、家事一切がダメな姉に代わって家事を引き受けている。観察力に長け、良い事は良い、悪い事は悪いとはっきり言える性格で、コミュニケーションにも長けているため友人関係が広い。ただし、作中でクラスメイトの友人はほぼ出てこない。なお、前述のカップルコンテストの結果、「姉さんに冷たくしたら殺す」という目線を男女双方から向けられる羽目になった。
公私問わずに過剰なまでに接する姉の将来を憂い、社会に出ても立派にやっていけるよう、あくまで冷徹に接している。冷淡に対応こそしているが、姉やダストの嗜好や行動が異常だという認識はある。シスコンを指摘すると断固否定するが、水面下では姉に劣らず狂気的なシスコンであり、彼女を害するものに対しては殺人すら厭わないほど（実際に殺したことはないが、木刀を使って面や喉目掛けての突きを遠慮なく叩き込んだりしている）。そんな姿を、姉は「当然」と言い切っている。露骨なアプローチは基本的にスルーするが、場の雰囲気が違うとうっかり流されかけたりする。
クールそうに見えて相応に異性を意識しており、ダストがお姫様のような恰好をしていた時は全力のガッツポーズを決めている他、怪しい男子高生とフェチ嗜好などの猥談に興じたりしている。ただし、大抵猥談のイメージ対象は姉である。黒髪ロング・小さい胸が好みなため、姉とダスト双方に睨まれている。
怒らせると非常に怖く、食事中に騒動を起こしたり家族を害そうとするなら姉が相手であっても思わず怯んでしまうほどの怒気を見せる。
辛いもの好き。味覚が死ぬレベルの辛さであっても平気で食べる。また、読書好きであり、ラノベをよく読む。かなりの猫好きで、猫の世話に気が向くと姉の扱いすらぞんざいになる。
ダスト
弟の友人。ボーイッシュな容姿をしている女子で、性格も男っぽいので弟もマブダチとして接しているが、彼女自身弟に恋心を抱いている。しかし、写真の隠し撮りや自室一面を弟のポスターなどで覆いつくしたり、携帯電話の声を録音して聴くなどストーカーじみた言動が目立つ。挙句、度々弟のベッドの下に潜んでいる。そのため姉から「排除対象」にされている（これはダストも弟の私物収集をしているからというのもある）。弟も、基本的にダストがベッドに潜んでいる前提で話しかけたりするなどもはや完全に慣れてしまっている有様（あくまでスルーされているのは彼女だからであり、そうでなければただじゃすまさないとのこと）。ただし、ベッド下に隠してあった「最高機密」は無惨に破壊された。
小柄であるが戦闘能力は高く、姉を守りたい弟から稽古を頼まれたりもした。彼女自身も姉の顔面に向けてゴム弾を発砲したこともあるなど非常に攻撃的。一方、ちょっとくっついている様子を「アベックのようだ」と言われただけで顔が真っ赤になるなど、こちらも受け身に回ると非常に弱い。
実は父親が大会社の社長という社長令嬢で、自身もお嬢様学校の白燐女学院に通っている。しかし、父親とは金銭的な繋がりしかなく、母親の要望もあって普通の一軒家で暮らしている。そんな他人同然の父親に肖ろうとする汚い大人たちに纏わり付かれ、同年代の友人ができない自分の人生を恨んで飛び降り自殺を試みたこともある（高さが足らず重傷には至らなかった）。本名は七志野芥子（ななしの けし）であるが、飛び降りの際に頭を打ったため名前だけ忘れてしまった。しかし、むしろ嬉しかったらしく、以降も名無しとして生活している様子（弟との自己紹介時に「名前はない」と言っている）。他のキャラと違って名前が話題に挙がることは一度もない。
高校生になった辺りでオタクコンテンツに傾倒し、橋の下で同人誌を読もうとしたところで弟と偶然遭遇。キャラの好みの違いから大喧嘩を演じたが数十分後には和解し、彼から「ダスト」のあだ名をもらう（曰く、「ほこりっぽいから」）。その時に見せた弟の笑顔に惹かれ、恋心を抱くようになった。この際、彼の名前を「弟（おと）」としか聞き取れなかったため、以降ずっと「弟（おと）」と呼んでいた。フルネームを知った後も同様に呼んでいる。
妹
本名は茅野姫妹子（かやのひめ まいこ）。
姉弟の一番下の妹。勉強しなくても姉弟よりも成績が良い。シスコンで姉を愛するが当の姉からはぞんざいに扱われ、その不満から兄（弟）に暴力を振るうため、姉弟からは嫌われている。なお、姉が彼女を嫌うのは、姉が努力して優秀な「秀才」なのに対し、妹は努力せずに優秀な「天才」な上に自分より頭がいいため。しかし、妹は全くそのことに気付いていない。両親に連れられて引っ越したが時々家に訪れては姉と接し、弟を排除しようとしている。
登場当初の姉弟は、妹が来ると知るや否や「妹なんていない」と存在ごと否定しようとしたり普段のブラコン・シスコンっぷりが嘘かのように押し付け合いをしたりするほど苦手としていたが、結託して妹を迫害するようになってからはむしろ妹が被害者と化した。姉を慕うばかりに閑蘭学園に編入し、姉弟の生活に割り込もうと家で生活しようとするが、姉の裏工作によりボロアパートに一人で暮らすハメとなる。それでもめげずに姉に親しげに接しようとするが、家族どころかむしろ仇のごとく辛辣な対応をされている（物理攻撃に及ぶ沸点が明らかに他の女性より低い）。後に、妹友達の家に下宿するようになるが、ロリコンである彼女からちょくちょくセクハラを受けている。
性格・嗜好は子供っぽく、自分に向けられる性的な認識が極端に希薄。そのため、妹友達のセクハラを無防備に受けたり気づかずにスルーしたりしている。ただし、知識がないわけではなく、姉の「弟と夜を共にした」という大ウソを聞いて弟を変態呼ばわりしたりはする。弟同様に大の激辛好きで彼の激辛菓子を平然と食べられる数少ない人物。
弟とは顔を合わせる度にお互いゴミ呼ばわりするなど酷い関係であったが、妹友達の仲介で別に弟が自分を嫌っているのではなく噛みついてくるから突き放した対応をしていたと判明する。さらに、自分が弟と仲良さげに接している様を見た嫉妬心から本気の殺意剥き出しで迫ってくる姉に心から恐怖を抱き、そんな姉に対して弟が「家族を殺そうとするな」と正面から怒ってくれたことで、比較的弟とは仲良く接するようになった。つっけんどんだったり面倒くさそうな反応をされるが、やり取り自体は仲のいい兄妹といえるものである。
副会長
声 - 渡部紗弓
本名は武智 蘭乃（たけち らんの）。
公立閑蘭学園生徒副会長。同じ女性である姉を公私ともに敬愛しているが、いつもタイミング悪く姉弟の間に割って入る真似をしてしまい、そのため姉から「邪魔者」として毛嫌いされている。
実はマゾの気を持つ軽い変態である。その為、なじられたり殴られたりすると喜ぶという面倒な人。また、2ちゃんねらーな上にネットマナーもあまりよくない様子。しかし、変態キャラは表向きで、本質は性的な免疫が皆無の初心であり、胸を触られるなどのセクハラをされると真っ赤になる。男性嫌いも苦手意識からくるもので、重い設定持ちの他の面子に比べると比較的マシなレベルに位置する。姉と弟が血縁関係だとは知らず、弟のことを「姉に馴れ馴れしく接してくる鬱陶しい輩」と毛嫌いしていたが、文化祭で見かけて彼を姉の弟だと認識して以降はかわいいと評している。
部長
本名は桃井 咲穂（ももい さくほ）。
ギャンブル部部長。弟に何かしらの才能を感じて勧誘していた。髪がピンク色。ただし、部活設定は最初だけで、以降は一切触れられなくなった。実家は銭湯。動揺すると「だべ」などの方言が出てくる。
恋愛（というか肉体関係）に興味津々であり、姉の妄言を真に受けて姉弟の禁断の夜を思い浮かべたり笑いながら副会長にセクハラを仕掛けたりなど、別の意味でピンク頭呼ばわりされる。挙句、姉弟に対して「初体験の時は同席してもいいか？（自分は見て悶々としているだけ）」と聞くなど、他のヤンデレ達とは別ベクトルで狂っている人物。
しーちゃん
部長の飼い猫。家族で家を空けることになった部長から弟が預かるということで登場した。正式名称は不明。
実は長い年月を生きているらしく、猫又化しかけている。その為、知能は人間レベル。世話をしてくれた弟に惚れ込み、子供が欲しいと願うようになった。その後、怪しい男子生徒に人間にしてくれるように頼むが、彼が姉弟の仲を推しているため多少人語が話せるようになる程度で留められてしまう。
以降は、「弟のことが気に入った」ということでたまに部長から預かる形で登場する。猫の世話を最優先にする弟の性格から姉やダストの嫉妬を買うほどくっ付いたりベッドで寝転んだりするも、猫の正体を知らないため「猫に欲情するわけない」と言われてショックを受けている。時折会話に参加するものの、猫が喋るのは非常識が過ぎるためか誰も発声出来ることに気付いていない。
店長
本名は見瀬長 真理亜（みせなが まりあ）。
弟がいつも訪れるコンビニの女性店長。関西生まれ。小柄だが、たまにヤンキーのような雰囲気を見せる（元ヤンキーではないらしい）。弟とは幾度も顔を合わせる内に友好な関係になり、色々な食品のモニターにもなってもらっている。弟以外買い手がなさそうな死の香り漂う激辛コーナーの棚が存在している。
当初は弟に好意を見せていたが姉の逆鱗に触れてしまう結果となり、以後は「排除対象」として時々タイマンじみた騒動を起こすようになり、恋のライバルではなく誤解で巻き込まれる側のキャラとなった。
店員の暴言によるいじりにも頭を悩ませていたが、誤解が解けた後は逆にいじる側に回るようにもなった。
姉や店員とは干支1回り以上年上、妹の友達とは14歳以上年上。
店員
本名は天中 江里須（あまなか えりす）。
弟の隣のクラスの女子。クールな眼鏡っ子で、度々毒を吐く。主に店長が被害者。
ゴミ掃除にあたって店長に対してゴミ袋を広げて「入ってください」というなど人権無視に近いレベルの暴言を真顔で言うため、店長からは自分のことを嫌っていると思われていた。しかし、実際は独り言で褒めちぎるほど店長が大好きであり、暴言を吐くのも素のままの自分で接しているつもりである。その為、弟から店長の心情を聞いた際はそれまでのクールな態度を崩して愕然としていた。
すれ違いを認識してからは現状を変えるべく一念発起し、店長に思いの丈を告白。幸い拒絶されずに受け入れられ、日々の暴言にセクハラ発言と店長からの反撃が追加された。自分は自分で弟からセクハラ発言を言われている。
本名の下の名前はあまり好きでなく、呼ばれると激怒する。店長は苗字の「中」を「in」に変換して読み替えて、「まさに店員（天＋イン）やね」といったらしい。
弟とは、お互い「シスコン」「江里須ちゃん」呼ばわりをしては喧嘩腰になるという間柄。危険人物である姉とは関わらないようにしているが、弟との掛け合いが健全な男女のそれに見えるため、無駄に殺意を向けられることがある。ただし、店長は弟と仲よくしたがっているとみている（好意なのかどうかは不明）。部長ほどではないが妄想癖があり、ムッツリスケベ扱いされる。
怪しい男子生徒
本名は雨宮 高人（あめみや たかと）。
姉弟を監視する謎の男。目元に影が差しており、とても怪しい雰囲気を持つ。奇妙な薬やワープなど超常の力を操り、姉弟の関係を進めるべく度々姉に接触している。当初は「不思議担当」を自称していた。依頼料は105円（よく食べているツナパン代）。知り合いに天使と魔王がおり、揃って弟をシスコン呼ばわりしている。魔王曰く二人の前世もやはり重度のブラコン・シスコン姉弟で、死ぬまで添い遂げたらしい。
序盤はトリックスター的な役回りで、神が二人が結ばれるのを良しとせず悪しき運命をけしかけて引き裂こうとしていた。姉が他の男とくっつきそうになって諦めようとしていた弟の背中を押して運命を打ち破らせた後、「あーちゃん」と行動するようになってトリックスター役は鳴りを潜めるようになる（単行本の幕間にて、神を殺しに行くと語っている）。以降はむしろ弟とよく接触し、「とっととくっつけ、シスコン」と発破をかけるスタンスとなっている。
基本的に姉弟・あーちゃん・会長以外とは付き合いがなく、それ以外の事柄には無関心。ただし、友人はいる様子（後述）。姉を誘拐して集団暴行しようとした人間は殺しさえする（少なくとも行方不明にはなっている）。
溺愛するあーちゃんからはたかっちゃんと呼ばれる。元人間（曰く、生粋の東洋人）であるが、どういう経緯か人間を逸脱した存在となった。現在は不老不死らしく、脳内出血で死ぬレベルの威力のゴム弾で撃たれても死なない。その為、あーちゃんや会長から受ける人体破壊レベルの肉体的被害に対しては寛容（耐久力は並らしく、痛いことは痛いとのこと）。ただし、体中に大量の傷跡がある。
基本的に超常の力を振るうため好き勝手に動くキャラであるが、惚れた弱み＆怒ったときの見幕が凄いあーちゃんとそっち方面に誘導してしまった負い目＆どうしようもない狂気をまき散らす生徒会長には非常に弱く、一方的に受けに回りやすい。また、純情であり、あーちゃんとは恋人らしいスキンシップがあまりできていない。婚前交渉は断固しないスタンス。
なお、時折登場するヘアピンを付けた男子生徒は彼の友人。冷やしておいたプリンや飲み物を勝手に持っていかれるなど不憫な扱いを受けている。
あーちゃん
常に微笑みを浮かべながら雨宮と共に過ごす女性。同じく雨宮を溺愛しており、彼を旦那と呼ぶ。下の名前はあやめ。
その素性はかつて雨宮をかばって死んだ人間の女性。その後、詳しい経緯は不明だが、最近まで神に囚われていたらしい。彼女も同様に不老不死なのかは不明。
基本的に温和なのだが依存心が強く、嫉妬が爆発すると笑顔のまますさまじい怒気を放つようになる。雨宮が不死身なため、浮気（基本的に誤解だが）のお仕置きは拷問もしくは致死レベルという非常に容赦ない行動に出る。
彼女としては（性的な意味合いも込みで）もっとイチャイチャしたいようだが、雨宮が極めて異性に対して古風且つ奥手なため、一向に願いが叶わない。一緒の布団で寝ていても健全に終わってしまうのが不満な様子。
白燐会長
本名は月ヶ洞 セレナ（つきがほら セレナ）。
ダストが通う白燐女学院の生徒会長。初登場時はダストに振り回される、やや気が弱めでお淑やかな性格だった。また、今まで生きてこれたのが不思議なくらいの不幸体質（登場時のエピソードだけで2回ほど本当に死にかけた）。
前述の不幸体質を不憫に思った雨宮が彼女に人並程度の運になるおまじないをかけてもらったことで彼に惚れる。当初は（隠れ淫乱疑惑はあるも）まさしく恋する乙女であったが、あくまであーちゃんを思う雨宮に振られてしまってから変貌。彼の言葉を真に受けて、自分がどう思われようが雨宮をものにすることに決め、ストーカー行為・眠らせての監禁など犯罪行為に走り、雨宮に絡む何かがあると身をよじらせてあられもない表情を見せるようになった。雨宮と何かしら繋がりを持てるなら破滅的なものでも構わない上、最悪彼に食われてもいいとすら思っている作中屈指の狂人。その為、あーちゃんからは「カニバカ」と呼ばれている。さすがの姉弟も満場一致で距離を取りたがる。
雨宮もそんな彼女に辟易しているのだが、彼女がこのような偏愛に走るきっかけが彼自身なのもあり、「本当はいい子だから」と強く突っぱねられないでいる。そして、そんな態度のせいであーちゃんを怒らせる、という嫌な連鎖を引き起こすこと多数。
なお、白燐女学院は文化祭がアミューズメントパークのごとき有様となる、令嬢などが通うハイレベルなお嬢様学校である。発売前のゲームが並ぶブースがあるなど、色々な意味で幅が広い（規模が広すぎるため、5日間開催）。ただし、気難しい人間も多い模様。
妹友達
本名は有栖川 友美（ありすがわ ともみ）。
妹の友人の女子。いつもにこやかだが、ブラックジョーク好きで、意味もなく他人を煽る時がある愉快犯。
実はロリコンで、精神年齢が幼い妹を溺愛し、隙在らば尻を触るなどのセクハラ行為に及ぶ変態。さらに、困っている顔や泣き顔が好きなど嗜好がアブノーマルな上、姉弟の恋愛関係に比較的肯定的だったり妹の兄（弟）に対しても自分はロリコンだと堂々と主張したりするなど、かなり振り切れている。妹との仲はいいのだが、手のひらで転がしたいなどと語っているため、弟に「お前は妹の敵だな」と言われた。
一方で、不謹慎ネタが絡まなければ登場キャラの中ではまだ常識的な認識の持ち主で、姉の妹に対する仕打ちに愕然としたりする。また、驚愕したりした時はたまに口調が荒くなる。妹からは友ちゃんと呼ばれている。

## 単行本
- 小木初見（原作）・冬島暮（作画）『姉弟ほど近く遠いものはない』小学館クリエイティブ〈クリエイティブコミックス〉、全6巻
  1. 2013年10月7日発売、ISBN 978-4-7780-3762-8
  2. 2014年6月9日発売、ISBN 978-4-7780-3774-1
  3. 2014年9月9日発売、ISBN 978-4-7780-3779-6
  4. 2015年4月8日発売、ISBN 978-4-7780-3784-0
  5. 2015年10月9日発売、ISBN 978-4-7780-3785-7
  6. 2016年7月11日発売、ISBN 978-4-7780-3787-1